# Dissochondrus biflorus
Dissochondrus es un género de plantas herbáceas de la familia de las poáceas. Su única especie, Dissochondrus biflorus, es originario de las islas Hawái. 

## Descripción
Son plantas pserenne; cespitosas. Los nodos de los culmos peludos y con hojas basales no agregadas; auriculadas con láminas de hoja ancha ; pseudopecioladas. Plantas bisexuales, con espiguillas bisexuales; con flores hermafroditas. 

## Taxonomía
Dissochondrus biflorus fue descrita por (Hillebr.) Kuntze y publicado en Die Natürlichen Pflanzenfamilien Nachtr. 1: 41. 1897.
Sinonimia
- Dissochondrus bifidus Kuntze
- Setaria bifida Kuntze
- Setaria biflora Hildebr.[3][4]